# Troglothele
Troglothele coeca es una especie de arañas migalomorfas de la familia Barychelidae. Es el único miembro del género monotípico Troglothele. Se encuentra en Cuba.